# Hideki Shirakawa
Hideki Shirakawa (in giapponese "白川 英樹"; Tokyo, 20 agosto 1936) è un chimico giapponese che ha vinto il Premio Nobel per la Chimica nel 2000 insieme a Alan G. MacDiarmid e Alan J. Heeger, per la scoperta e lo sviluppo dei polimeri conduttivi.
Ha infatti scoperto nel 1977 che un film di plastica (poliacetilene), opportunamente dopato, poteva condurre elettricità.

## Premi
- 1983 - Premio della Società di Scienza del Polimero, Giappone
- 2000 - Premio SPSJ per eccellenti risultati nella scienza e nella tecnologia dei polimeri
- 2000 - Premio Nobel per la chimica
- 2000 - Ordine della Cultura e selezionata come Persona di Merito Culturale
- 2000 - Professore Emerito dell'Università di Tsukuba
- 2001 - Premio Speciale della Società Chimica del Giappone
- 2001 - Membro dell'Accademia del Giappone
- 2006 - Professore Emerito dell'Università di Zhejiang